# Villa Annabella
Die Villa Annabella liegt in der Lößnitzgrundstraße 43 im Stadtteil Wahnsdorf der sächsischen Stadt Radebeul. Sie wurde 1896/1898 als Villa errichtet, zu der unter der Adresse Lößnitzgrundstraße 41 noch ein kleines Bedienstetenhaus gehört. Das Anwesen liegt auf der Südseite des Rieselgrunds.

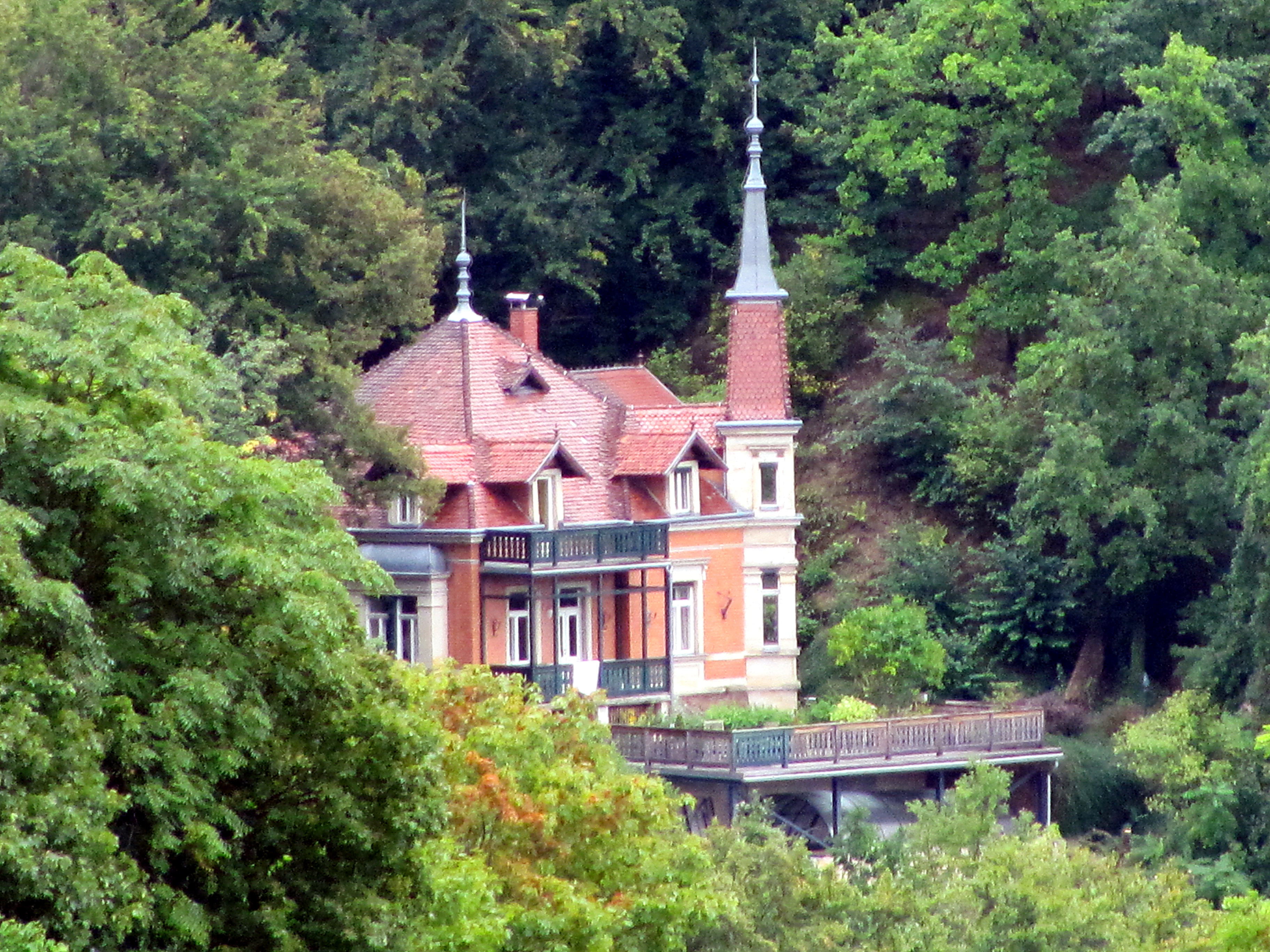
Villa Annabella

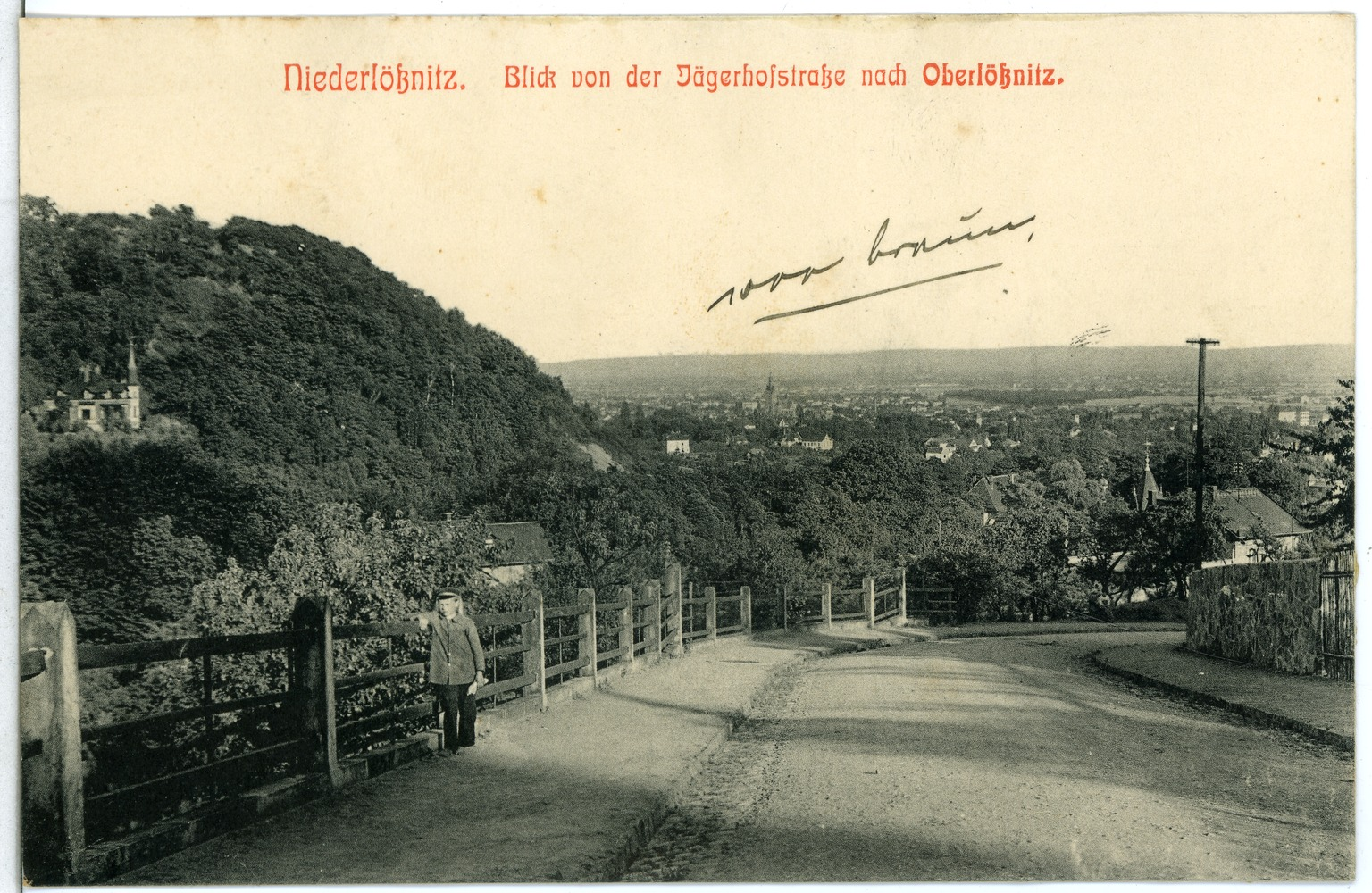
Villa Annabella (links), 1910

## Beschreibung

### Villa Annabella
Die mit den Hang-Stützmauern unter Denkmalschutz stehende, „vorstädtisch wirkende“ Villa wurde in beträchtlicher Höhe am Hang eines steilen, weitläufigen Landgrundstücks östlich oberhalb des Lößnitzgrunds errichtet. Das Anwesen liegt im Denkmalschutzgebiet Historische Weinberglandschaft Radebeul.
Die im „altdeutschen Stil“ erstellte Villa ist ein eingeschossiges, quadratisches Wohnhaus mit einem mit glasierten Biberschwänzen gedeckten Zeltdach mit Dachgauben. In der Südansicht steht ein zweigeschossiger Mittelrisalit mit Gesprengegiebel und einem hölzernen Balkon. Nach Südwesten hin steht an der Gebäudekante ein über Eck gestellter zweigeschossiger Turm mit einem spitzen Helm. Nach Westen hin zum Lößnitzgrund erstreckt sich eine Terrasse mit einer geschwungenen Freitreppe zum Park. Im Norden befindet sich ein kleiner Standerker. In der Ostansicht des Gebäudes befindet sich mittig der Eingang, darüber ein hölzerner Balkon auf Stützen, darüber dann ein Dachhäuschen. Die Zufahrt zu dieser Seite erfolgt von dem unteren Wirtschaftsgebäude aus eine etwa 250 Meter lange „alpine Zufahrt“.
Der Bau erhebt sich auf einem Sockel aus Syenit-Polygonalmauerwerk. Die Fassaden sind aus roten Blendziegeln gemauert, die durch Sandsteingliederungen aufgelockert werden. der Eckturm und der Standerker sind aus Sandstein erstellt.

### Wirtschaftsgebäude

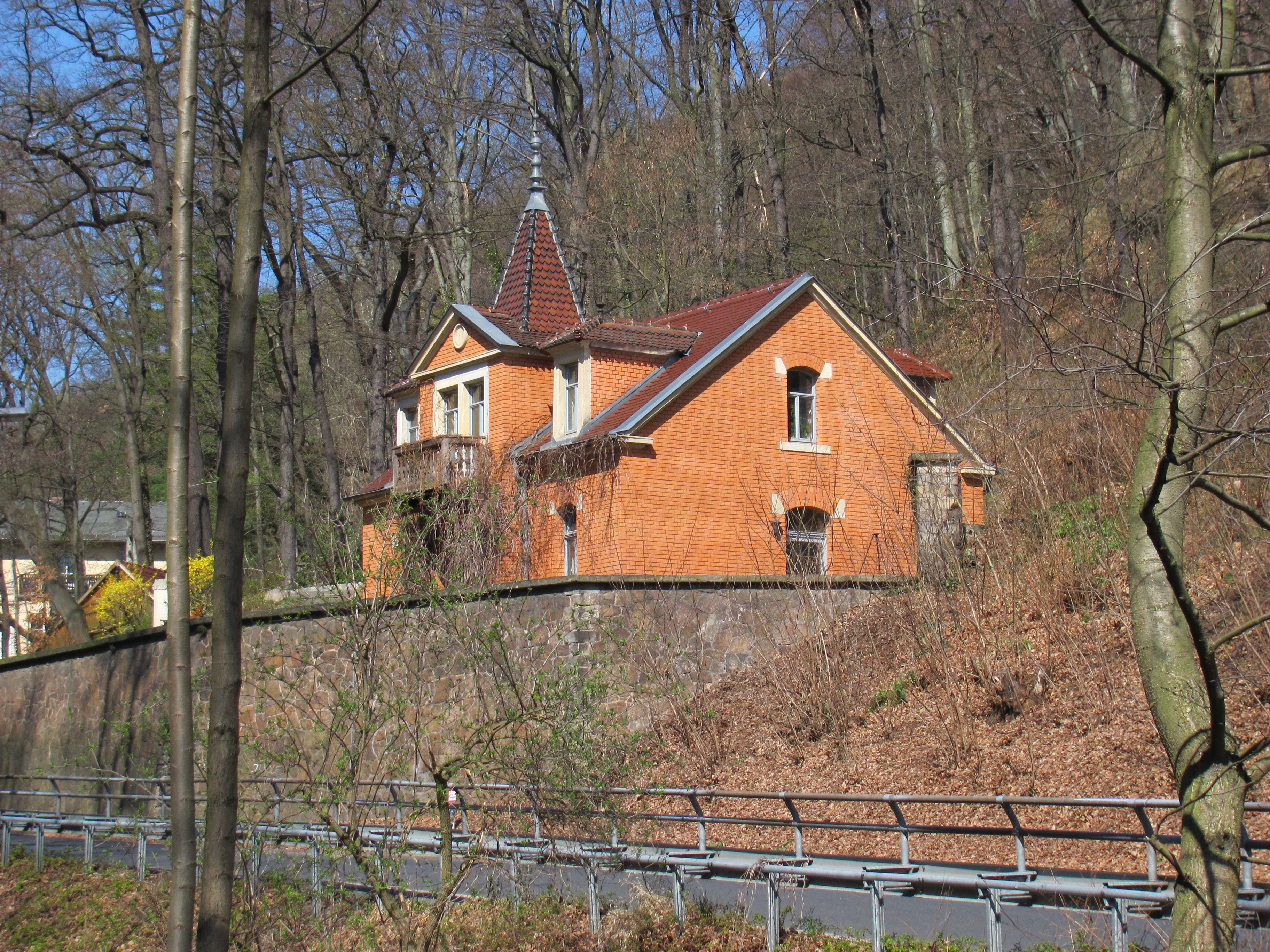
Gärtnerhaus am Fuß des Grundstücks

Das ehemalige Wirtschaftsgebäude, auch als Gärtnerhaus bezeichnet, steht ebenfalls mit seinen Stützmauern und der Toreinfahrt unter Denkmalschutz. Das Gebäude liegt am Fuß des steilen Anwesens, wo es zur Straße hin von einer bis zu vier Meter hohen Stütz- beziehungsweise Einfassungsmauer aus Bruchsteinen eingefasst wird. An der Straße befindet sich eine Pforte mit schmiedeeisernem Gitter, bergwärts eine Toreinfahrt.
Das Nebengebäude ist etwas schlichter, jedoch ähnlich wie das Haupthaus gestaltet. Es ist ein eingeschossiger Bau aus Blendziegeln mit Satteldach, dazu ein zweigeschossiger Mittelrisalit mit Balkon und Dreiecksgiebel, darüber ein vierseitiger Helm. In das Haus geht es durch eine stichbogige Tür beziehungsweise ein ebensolches Tor.

## Geschichte

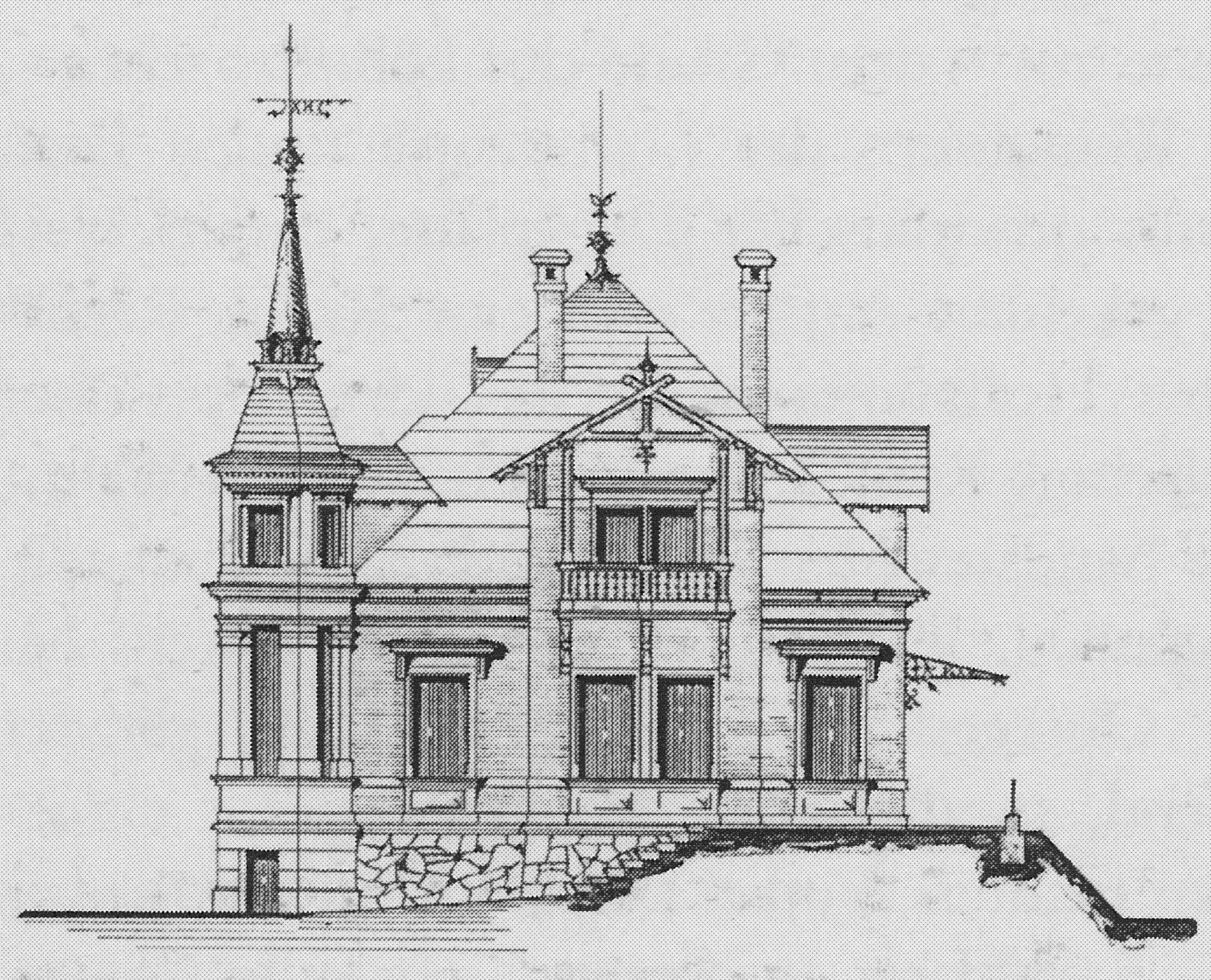
Bauzeichnung der Villa, 1897

Im November 1896 beantragte der Dresdner Schlossermeister Karl Helmer als Bauender und Ausführender den Bau eines Wohnhauses und eines Wirtschaftsgebäudes. Die Anzeige der Rohbaufertigstellung erfolgte im August 1897 durch den Neu-Kaditzer Baumeister Hans Wallbaum, die Ingebrauchnahme erfolgte im Juli 1898.
Im Jahr 1934 wurde das Dachgeschoss der Villa umgebaut, und zwei Austritte wurden errichtet.
Für die „beispielhafte Qualität“ der grundlegenden Sanierung der Villa im Jahr 2001 und die „nach restauratorischen Untersuchungen überdurchschnittlich aufwendige[n] Arbeiten im Inneren“ wurde die Bauherrschaft 2002 mit dem Radebeuler Bauherrenpreis gewürdigt.